# Блек Дајмонд (Вашингтон)
Блек Дајмонд (енгл. Black Diamond) град је у америчкој савезној држави Вашингтон. По попису становништва из 2010. у њему је живело 4.151 становника.

## Демографија
Према попису становништва из 2010. у граду је живело 4.151 становника, што је 181 (4,6%) становника више него 2000. године.
| Група             | 2000.         | 2010.         |
| Белци             | 3.650 (91,9%) | 3.700 (89,1%) |
| Афроамериканци    | 3 (0,1%)      | 48 (1,2%)     |
| Азијати           | 40 (1,0%)     | 50 (1,2%)     |
| Хиспаноамериканци | 107 (2,7%)    | 193 (4,6%)    |
| Укупно            | 3.970         | 4.151         |